# سامسونگ اس‌جی‌اچ-ایکس۷۰۰
سامسونگ اس‌جی‌اچ-ایکس۷۰۰ یک‌نمونه از گوشی‌های تلفن همراه سری X شرکت سامسونگ می‌باشد که توسط همین شرکت به بازار عرضه شده است.